# 始蛙亚目
始蛙亚目（学名：Archaeobatrachia）是两栖纲无尾目的一个亚目，现存4科，是无尾目最原始的一类。
- 尾蟾科 （Ascaphidae）
- 铃蟾科 （Bombinatoridae）
- 盘舌蟾科 （Alytidae=Discoglossidae）
- 滑蹠蟾科 （Leiopelmatidae）

他們大多分布在歐亞大陸、紐西蘭、菲律賓及婆羅洲，且體型均不大。